# Verbrennerverbot
Verbrennerverbot oder auch Verbrenneraus wird umgangssprachlich die politische Entscheidung genannt, ab einem bestimmten Zeitpunkt keine Neufahrzeuge mit Verbrennungsmotor mehr zuzulassen. Der Begriff findet Anwendung in der politischen Diskussion sowie in den Medien. Weitere Maßnahmen sind Fahrverbote für Verbrenner in Städten und Ballungszentren sowie Umwelt-Tempolimits für Verbrenner, Absenkung der Flottengrenzwerte und Erhöhung der CO2-Steuer.

## Emissionsfreiheit von Pkw in der Europäischen Union ab 2035
Am 19. April 2023 änderten das EU-Parlament und der EU-Rat auf Vorschlag der EU-Kommission im Rahmen des Fit-for-55-Pakets die Verordnung (EU) 2019/631 Festsetzung von CO2-Emissionsnormen für neue Personenkraftwagen, um sie in Einklang mit dem Ziel der Klimaneutralität bis 2050 zu bringen. Ab dem Jahr 2035 besteht das EU-weite Flottenziel für neu zugelassene Pkw in Emissionsfreiheit (Nullemissionen). Die Hersteller werden – mit Ausnahme von Nischenproduzenten – verpflichtet, ihre Flottenemissionen um 100 Prozent zu reduzieren. Ab 2035 dürfen damit in der Europäischen Union nur noch emissionsfreie Autos zugelassen werden.
Die Änderungsverordnung sieht vor, dass die EU-Kommission einen Vorschlag für die Einrichtung einer neuen, mit CO2-neutralen Kraftstoffen, z. B. E-Fuels, betriebenen Fahrzeugklasse außerhalb der Gültigkeit der Verordnung unterbreiten wird. Solche Fahrzeuge würden weiter mit einem Verbrennungsmotor betrieben werden.
Das Europaparlament nahm den Vorschlag der EU-Kommission mit 339 Ja- zu 249 Neinstimmen bei 24 Enthaltungen an. Bei der Abstimmung stimmten die europäischen Konservativen (einschließlich CDU/CSU) und Rechten (einschließlich AfD) gegen den Beschluss. Die Fraktion der konservativen Europäischen Volkspartei (EVP) hatte zuvor vergeblich versucht, einen Kompromiss durchzusetzen, nach dem auch Fahrzeuge mit Hybridantrieb oder mit synthetischen Kraftstoffen betriebene Verbrennungsmotoren erlaubt gewesen wären. Die Grüne Fraktion im Europaparlament war mit ihrem Vorschlag eines Verbots von Verbrennungsmotoren schon im Jahr 2030 ebenfalls nicht durchgedrungen.
EU-Kommissionspräsidentin Ursula von der Leyen stellte kurz vor ihrer Wiederwahl am 18. Juli 2024 ein Abrücken vom strikten Verbrennerverbot 2035 im Rahmen der für 2026 anstehenden Überprüfung der Autoflottengrenzwerte in Aussicht. Im Mai 2025 wurden die Flottengrenzwerte für 2025 und 2026 ausgesetzt.

## Glasgow Declaration
Auf der UN-Klimakonferenz in Glasgow 2021 wurden eine Reihe von Vorschlägen für den Klimaschutz vorgelegt. Dazu gehört auch der Verbrenner-Ausstieg bis 2040. Der freiwillige „Glasgow Declaration on Zero Emission Cars and Vans“ wurde von 30 Staaten unterschrieben. Bemerkenswerterweise gehören dazu nicht die USA und Deutschland. In der Glasglow Declaration heißt es, dass ab 2040 nur noch emissionsfreie Fahrzeuge verkauft werden sollten (Verkaufsverbot). In führenden Märkten soll dies bereits ab 2035 erfolgen, und Flottendienstleister und Verleihfirmen sollen bis 2030 umstellen.
Zu den ersten 13 Unterzeichnern gehörten:  Chile, Dänemark, Finnland, Kanada, Luxemburg, Niederlande, Neuseeland, Norwegen, Österreich, Schweiz, Türkei, Uruguay, Vereinigtes Königreich.

## Länder

### Übersicht
Mehrere Länder planen Verbote für Personenkraftwagen mit Verbrennungsmotor. Die folgende Tabelle gibt eine Übersicht.
| Zone                                   | Land                   | Region               | Beginn         | Diesel       | Benzin       | Verbotsart                     |
| -------------------------------------- | ---------------------- | -------------------- | -------------- | ------------ | ------------ | ------------------------------ |
|                                        | Ägypten                | landesweit           | 2040           | blauer Kreis | blauer Kreis | Zulassungsverbot               |
|                                        | Äthiopien              | landesweit           | 2024           | blauer Kreis | blauer Kreis | Importverbot                   |
| Europaische Union                      | Belgien                | Brüssel              | 2030           | roter Kreis  |              | Fahrverbot                     |
|                                        | Chile                  | landesweit           | 2040 (glasgow) | blauer Kreis | blauer Kreis | Verkaufsverbot                 |
|                                        | Volksrepublik China    | Provinz Hainan       | 2019           | blauer Kreis | blauer Kreis | Verkaufsverbot                 |
| Europaische Union                      | Dänemark               | landesweit           | 2030           | blauer Kreis | blauer Kreis | Verkaufsverbot                 |
| Europaische Union                      | Finnland               | landesweit           | 2040 (glasgow) | blauer Kreis | blauer Kreis | Verkaufsverbot                 |
| Europaische Union                      | Frankreich             | landesweit           | 2040           | blauer Kreis | blauer Kreis | Verkaufsverbot                 |
| Europaische Union                      | Frankreich             | Paris                | 2027 bzw. 2030 | roter Kreis  | roter Kreis  | Fahrverbot                     |
| Europaische Union                      | Indien                 | landesweit           | 2030           | blauer Kreis | blauer Kreis | Verkaufsverbot                 |
| Europaische Union                      | Irland                 | landesweit           | 2030           | blauer Kreis | blauer Kreis | Zulassungsverbot               |
| Europaische Freihandelsassoziation     | Island                 | landesweit           | 2030           | blauer Kreis | blauer Kreis | Zulassungsverbot               |
|                                        | Israel                 | landesweit           | 2030           | blauer Kreis | blauer Kreis | Verkaufsverbot                 |
| Europaische Union                      | Italien                | Altstadt von Rom     | 2024           | roter Kreis  |              | Fahrverbot                     |
| Europaische Union                      | Italien                | Umweltzonen in Turin | 2021           | roter Kreis  | roter Kreis  | Fahrverbot                     |
|                                        | Japan                  | landesweit           | 2030           | blauer Kreis | blauer Kreis | Zulassungsverbot               |
| Nordamerikanisches Freihandelsabkommen | Kanada                 | landesweit           | 2035           | blauer Kreis | blauer Kreis | Verkaufsverbot (Clean Cars II) |
| Europaische Union                      | Luxemburg              | landesweit           | 2040 (glasgow) | blauer Kreis | blauer Kreis | Verkaufsverbot                 |
| Europaische Union                      | Niederlande            | landesweit           | 2030           | blauer Kreis | blauer Kreis | Zulassungsverbot               |
| Europaische Union                      | Niederlande            | Amsterdam            | 2030           | roter Kreis  | roter Kreis  | Fahrverbot                     |
|                                        | Neuseeland             | landesweit           | 2040 (glasgow) | blauer Kreis | blauer Kreis | Verkaufsverbot                 |
| Europaische Union                      | Norwegen               | landesweit           | 2025           | blauer Kreis | blauer Kreis | Verkaufsverbot                 |
| Europaische Union                      | Österreich             | landesweit           | 2040 (glasgow) | blauer Kreis | blauer Kreis | Verkaufsverbot                 |
| Europaische Union                      | Schweden               | landesweit           | 2030           | blauer Kreis | blauer Kreis | Verkaufsverbot                 |
| Europaische Union                      | Schweden               | Teile von Stockholm  | 2025           | roter Kreis  | roter Kreis  | Fahrverbot                     |
| Nordamerikanisches Freihandelsabkommen | Schweiz                | landesweit           | 2040 (glasgow) | blauer Kreis | blauer Kreis | Verkaufsverbot                 |
| Europaische Union                      | Spanien                | landesweit           | 2040           | blauer Kreis | blauer Kreis | Zulassungsverbot               |
| Europaische Union                      | Spanien                | landesweit           | 2050           | roter Kreis  | roter Kreis  | Fahrverbot                     |
|                                        | Taiwan                 | landesweit           | 2040           | roter Kreis  | roter Kreis  | Fahrverbot                     |
|                                        | Thailand               | landesweit           | 2035           | roter Kreis  | roter Kreis  | Zulassungsverbot               |
|                                        | Türkei                 | landesweit           | 2040 (glasgow) | blauer Kreis | blauer Kreis | Verkaufsverbot                 |
|                                        | Uruguay                | landesweit           | 2040 (glasgow) | blauer Kreis | blauer Kreis | Verkaufsverbot                 |
| Nordamerikanisches Freihandelsabkommen | Vereinigte Staaten     | Kalifornien          | 2035           | blauer Kreis | blauer Kreis | Verkaufsverbot (Clean Cars II) |
| Nordamerikanisches Freihandelsabkommen | Vereinigte Staaten     | San Francisco        | 2040           | roter Kreis  | roter Kreis  | Fahrverbot                     |
| Nordamerikanisches Freihandelsabkommen | Vereinigte Staaten     | Los Angeles          | 2050           | roter Kreis  | roter Kreis  | Fahrverbot                     |
| Nordamerikanisches Freihandelsabkommen | Vereinigte Staaten     | Washington           | 2030           | blauer Kreis | blauer Kreis | Verkaufsverbot (Clean Cars II) |
| Nordamerikanisches Freihandelsabkommen | Vereinigte Staaten     | New York             | 2035           | blauer Kreis | blauer Kreis | Verkaufsverbot (Clean Cars II) |
|                                        | Vereinigtes Königreich | landesweit           | 2030           | blauer Kreis | blauer Kreis | Verkaufsverbot                 |
|                                        | Vereinigtes Königreich | Schottland           | 2032           | blauer Kreis | blauer Kreis | Zulassungsverbot               |
|                                        | Vereinigtes Königreich | Schottland           | 2050           | roter Kreis  | roter Kreis  | Fahrverbot                     |

### Ägypten
Ab 2040 dürfen in Ägypten keine Fahrzeuge mit Verbrennungsmotor mehr zugelassen werden.

### Äthiopien
Äthiopien beschloss am 30. Januar 2024 als erstes Land, den Import von Autos mit Verbrennungsmotor zu untersagen. Da in Äthiopien keine Autos produziert werden, kommt dies einem sofortigen Stopp der Neuzulassung von Fahrzeugen mit Verbrennungsmotor gleich.

### Belgien

#### Brüssel
Ab 2030 dürfen in Brüssel keine Dieselautos mehr fahren. Später sollen auch Benzinautos ausgeschlossen werden.
Seit 2024 dürfen in Brüssel keine Dieselautos mit Euro 5 und älter mehr fahren.

### China
In China werden alle Automobilkonzerne verpflichtet, eine Quote für Produktion und Absatz von reinen Elektro- oder Plug-in-Hybrid-Antrieb zu erfüllen. Es ist geplant, dass bis 2040 sämtliche Neufahrzeuge emissionsfrei sein müssen. China hat auch die Glasgow Declaration unterzeichnet.
Neben der Förderung von Plugin-Hybriden setzt China auf synthetische Kraftstoffe, die ab 2060 die bisherigen Kraftstoffe ersetzen sollen. Herkömmliche Verbrenner sollen vom Markt verschwinden. Technisch wird die Weiterentwicklung von Modellen mit DHT (dediziertes Hybridgetriebe) gefördert.
Die Provinz Hainan hat ab dem 1. März 2019 den Verkauf von Diesel- oder Benzinfahrzeugen verboten. Die kleinste Provinz Chinas ist damit die erste, die ein solches Verbot durchsetzt. Shenzhen in Hainan ist der Hauptsitz von BYD. 2017 beschloss man, die gesamte Bus- und Taxiflotte auf elektrische Fahrzeuge umzustellen. 2022 beschloss man ein Verbrennerverbot für die Provinz Hainan ab 2030, für Busse und Taxis gilt ein entsprechendes Zulassungsverbot seit 2025.

### Dänemark
Ab 2030 soll der Verkauf von Autos mit Verbrennungsmotor in Dänemark untersagt werden, Busse und Taxis sollen emissionsfrei sein.

#### Kopenhagen
Seit 2019 werden in Kopenhagen neue Dieselfahrzeuge nicht mehr für die Umweltzone zugelassen. Die Parkgebühren für Dieselfahrzeuge wurde deutlich erhöht.

### Frankreich

#### Paris
Ab 2027 dürfen in Paris keine Dieselautos mehr fahren. Ab 2030 dürfen in Paris auch keine Autos mit Benzinmotor mehr fahren.

### Indien
Ab 2030 soll der Verkauf von Fahrzeugen mit Verbrennungsmotor verboten werden. Der Anteil der Elektroautos soll bis 2030 bei 30 Prozent liegen.

### Irland
Ab 2030 sollen in Irland PKW mit Verbrennungsmotor keine Zulassung mehr erhalten. Seit 2019 dürfen im ÖPNV keine Dieselbusse mehr beschafft werden.

### Island
Ab 2030 gilt in Island ein Neuzulassungsverbot für Autos mit Verbrennungsmotor.

### Israel
Ab 2030 dürfen in Israel keine Fahrzeuge mit Verbrennungsmotor mehr zugelassen werden.

### Italien

#### Rom
Seit 2024 dürfen in der historischen Altstadt von Rom keine privaten Dieselfahrzeuge mehr fahren.

#### Turin
In einigen Umweltzonen von Turin dürfen seit 2021 nur noch emissionsfreie Fahrzeuge bis auf Ausnahmen wie Arzt, Feuerwehr usw. einfahren.

### Japan
Ab 2030 dürfen in Japan keine Fahrzeuge mit Verbrennungsmotor mehr zugelassen werden.

### Kanada
Ab 2035 sollen nur 100 Prozent emissionsfreie Fahrzeuge in Kanada verkauft werden dürfen. Bis 2026 müssen mindestens 20 Prozent aller verkauften Fahrzeuge emissionsfrei sein, bis 2030 dann mindestens 60 Prozent aller verkauften Fahrzeuge.
Die Regelungen von Dezember 2023 entsprechen denen in Kalifornien, wonach auch Plugin-Hybride mit mindestens 80 km Reichweite im emissionsfreien Modus weiterhin über 2035 hinaus erlaubt sind. Der Bundesstaat Quebec beschloss im Dezember 2024 eine Verschärfung, die alle Verbrenner ab 2035 ausschließt, wenn es Alternativen gibt.

### Niederlande
In den Niederlanden wurde beschlossen, dass ab 2030 keine Neufahrzeuge mit Verbrennungsmotor mehr zugelassen werden dürfen.

#### Amsterdam
Ab 2030 sollen keine Fahrzeuge mit Verbrennungsmotor mehr nach Amsterdam einfahren dürfen, auch keine Motorräder und Roller.

### Norwegen
Norwegen möchte, dass ab 2025 keine Autos mit Benzin- oder Dieselmotor und ab 2030 Schiffe und Fähren nur noch ohne fossile Energieträger zugelassen werden, und gilt damit als eine führende Nation der Elektromobilität. Bereits im Januar 2024 waren mehr als 90 Prozent der Neuzulassungen in Norwegen reine Elektroautos. Über das ganze Jahr hinweg hatten nur noch fünf Prozent der verkauften Neuwagen einen Benzin- oder Dieselantrieb. Es gibt allerdings Stand Juli 2025 kein Verbot der Neuzulassung neuer Fahrzeuge mit Benzin- oder Diesel-Motor, und es ist auch keines geplant.

### Österreich
In Österreich gibt es ein Umwelt-Tempolimit (Immissionsschutzgesetz für Luft, IG-L). Auf bestimmten Autobahnstrecken gilt für Fahrzeuge mit Verbrennungsmotor ein Tempolimit von 100 km/h.

### Schweden
Ab 2030 soll der Verkauf von Neuwagen mit Verbrennungsmotor in Schweden untersagt werden.

#### Stockholm
In einem Teil von Stockholm dürfen ab 31. Dezember 2024 keine Autos mit Verbrennungsmotor mehr fahren.

### Schweiz
In einer Sitzung im Bundesrat vom Juni 2023 wurde ein Bericht verabschiedet, indem empfohlen wurde, die Umstellung auf einen emissionsfreien Verkehr bis 2050 „grundsätzlich im zeitlichen Gleichschritt mit der EU und den gleichen Maßnahmen“ umzusetzen. Damit sprach sich der Bundesrat ebenfalls wie die EU für ein Verbot von neuen Benzin- und Dieselautos bis zum Jahr 2035 aus. Der Nationalrat lehnte jedoch bereits im März 2023 eine entsprechende parlamentarische Initiative von Gabriela Suter ab.

### Spanien
Ab 2040 sollen keine Fahrzeuge mit CO2-Ausstoß mehr in Spanien zugelassen werden. Ab 2050 sollen keine Fahrzeuge mit CO2-Ausstoß mehr auf den Straßen fahren dürfen.

#### Mallorca
Ab 2025 dürfen keine Neuwagen mit Dieselmotor in Mallorca mehr zugelassen werden. Ab 2035 dann keine Neuwagen mehr mit Benzinmotor.

#### Madrid
Seit 2020 sind alle Euro-3-Diesel innerhalb des A-10-Autobahnrings in Madrid verboten. Bis 2030 soll die gesamte Stadt einen emissionsfreien Verkehr haben.

### Taiwan
Ab 2035 sollen in Taiwan alle Motorroller elektrisch fahren, ab 2040 alle Autos nur noch elektrisch fahren.

### Thailand
Ab 2035 dürfen in Thailand keine Fahrzeuge mit Verbrennungsmotor mehr zugelassen werden. 2030 sollen bereits 50 Prozent aller Neufahrzeuge emissionsfrei sein.

### Vereinigte Staaten

#### Kalifornien
Ab 2035 dürfen nur noch emissionsfreie Neufahrzeuge verkauft werden. 2026 soll der Anteil bei 35 Prozent liegen, ab 2030 bei 68 Prozent. Kalifornien ist der größte Automarkt in den USA und hat meist Signalwirkung für die gesamten USA.
Ausschlaggebend ist „Governor Newsom’s Zero-Emission-by-2035“-Durchführungsverordnung N-79-20 vom September 2020. Mit dieser wurde das California Air Resources Board beauftragt, Regelungen für den Wechsel zu emissionsfreien Fahrzeugen zu erlassen, mit dem Ziel 2035 für Autos und 2045 für Lastkraftwagen. Daraus sind die „Advanced-Clean-Cars-II“-Bestimmungen hervorgegangen, die im August 2022 erlassen wurden, und einen den Herstellern einen stetig steigenden Anteil an emissionsfreien Fahrzeugen im Verkauf ab 2026 vorschreibt. Bis Dezember 2023 haben 12 weitere Bundesstaaten die „Advanced-Clean-Cars-II“-Regelungen übernommen: Oregon (Dezember 2022), Washington (Dezember 2022), New York (Dezember 2022), Massachusetts (März 2023), Vermont (Dezember 2022), Virginia (2022), Colorad (Oktober 2023), Maryland (September 2023), Delaware (November 2023), New Mexico (November 2023), New Jersey (November 2022 mit Verweis auf EPA). Noch in der Entscheidungsfindung waren Rhode Island, District of Columbia, Maine. Im Dezember 2024 hat die EPA (Environmental Protection Agency) die Bestimmungen Kaliforniens bestätigt – allerdings fällt dies in die Übergangsphase von Kabinett Biden zu Kabinett Trump II, der diese Entscheidung widerrufen will.

Zu beachten ist, dass die „Advanced-Clean-Cars-II“-Regelung von 2022 die Förderung von Batterielektrischen Fahrzeugen (BEV), Brennstoffzellenfahrzeug (FCEV) und zertifizierten Plugin-Hybriden (PHEV) umfasst. Zertifiziert und gleichgestellt sind ab 2026 PHEV mit mindestens 43 Meilen (70 Kilometer) emissionsfreien Betriebs unter Realbedingungen, was bei 70 Meilen (ca. 110 km) unter Bestbedingungen angenommen wird. Diesen sollen im Verkauf als „mindestens 50 Meilen rein-elektrisch“ (80 km) gekennzeichnet werden. (Bis 2025 umfasste die Förderung noch PHEV ab 10 Meilen [16 km] Reichweite).

#### Staat Washington
Ab 2030 dürfen im Staat Washington keine Fahrzeuge mit Verbrennungsmotor mehr verkauft werden.

#### Staat New York
Ab 2035 dürfen im Staat New York nur noch emissionsfreie Fahrzeuge verkauft werden.

#### Los Angeles
In Los Angeles dürfen ab 2050 nur noch emissionsfreie Fahrzeuge fahren.

#### San Francisco
In San Francisco dürfen ab 2040 nur noch emissionsfreie Fahrzeuge fahren. Ab 2030 dürfen nur noch emissionsfreie Fahrzeuge neu zugelassen werden.

### Vereinigtes Königreich
Ab 2040 dürfen in Großbritannien nur noch Fahrzeuge verkauft werden, die emissionsfrei sind (Stand 2019). 2021 hatte das Vereinigte Königreich die Glasgow Declaration initiiert, mit einem Verkaufsverbot spätestens 2040 und möglichst 2035. Das Verkaufsverbot wurde auf 2030 vorgezogen (Stand 2024).

#### London
Seit 2019 wird für Fahrzeuge, die nicht mindestens Euro 6 (Diesel) / Euro 4 (Benziner) entsprechen, eine Citymaut von 12,50 Pfund pro Tag erhoben, um die Umweltzone befahren zu dürfen. Die Umweltzone wurde 2021 vergrößert.

#### Schottland
In Schottland gilt ab 2032 ein Zulassungsverbot für Autos mit Verbrennungsmotor. Nur noch Elektroautos und Plug-in-Hybride dürfen dann noch zugelassen werden. Ab 2050 sollen nur noch emissionsfreie Fahrzeuge fahren dürfen.

## Dieselfahrverbot
In einigen Städten gibt es Fahrverbote für Dieselfahrzeuge.

## Umweltzone
In zahlreichen Ballungszentren gibt es Umweltzonen, in denen der Betrieb bestimmter Verbrennungsmotoren nicht mehr gestattet ist,
bis hin zu Null-Emissions-Zonen, in denen nur noch Elektrofahrzeuge fahren dürfen.

## Umwelt-Tempolimit
Ein Umwelt-Tempolimit für Autos mit Verbrennungsmotor reduziert die Treibhausgas- und Schadstoffemissionen des Verkehrs deutlich und kurzfristig. Durch Absenkung des Tempolimits für Fahrzeuge mit Verbrennungsmotor auf Autobahnen in Deutschland auf 120 km/h würde die Treibhausgasemission des Verkehrs um etwa 3 Prozent gesenkt werden. Würde zusätzlich für Autos mit Verbrennungsmotor das Tempolimit auf Landstraßen auf 80 km/h gesenkt, läge die Reduzierung der Treibhausgasemissionen des Verkehrs bei 3,4 Prozent.
In Österreich gilt für Fahrzeuge mit Verbrennungsmotor auf bestimmten Autobahnen ein Umwelt-Tempolimit von 100 km/h.

## Flottengrenzwert
Flottengrenzwert bezeichnet den durchschnittlichen Ausstoß von CO2 der produzierten Fahrzeugflotte eines Fahrzeugherstellers, welcher nicht überschritten werden darf. Dieser Flottengrenzwert wird von der Politik immer weiter abgesenkt, wodurch die Hersteller veranlasst werden, den Anteil der verkauften Elektroautos ständig zu erhöhen.

## CO2-Steuer und CO2-Preis
Durch ständige Anhebung der CO2-Steuer und des CO2-Preises wird Benzin und Diesel ständig teurer, wodurch dauerhaft die Nutzung von Verbrennungsmotoren in Fahrzeugen unattraktiver wird.

## Abwrackprämie
In einigen Ländern gibt es Abwrackprämien beim Umstieg vom Verbrenner auf ein Elektroauto, d. h. man erhält beim Kauf eines neuen Elektroautos Geld, wenn man gleichzeitig einen alten Verbrenner in die Verschrottung gibt. Auf diese Weise werden alte Verbrenner vom Markt genommen.
In Frankreich erhält man eine Abwrackprämie beim Tausch eines alten Verbrenners gegen ein neues Elektroauto von bis zu 10.000 Euro. Ein Plug-in-Hybrid erhält noch 6.500 Euro.
China hat im Jahr 2024 eine Abwrackprämie bei der Verschrottung eines alten Verbrenners und einem Neukauf eines Elektroautos eingeführt.

## Zulassungssteuer
In vielen Ländern wird bei der Zulassung eines Autos eine Zulassungssteuer erhoben. Diese Zulassungssteuer ist öfter abhängig von ökologischen Aspekten und damit von der Antriebsart bzw. dem Kraftstoffverbrauch.
Der Tübinger Oberbürgermeister Boris Palmer schlägt für Deutschland eine Zulassungssteuer für Verbrenner von 2000 Euro vor und eine gleichzeitige Subventionierung von Elektroautos von 6000 Euro, wodurch Ausgaben und Einnahmen für den Staat ausgeglichen wären. Zum einen geht es dabei um Klimapolitik. Aber es geht dabei auch darum, der deutschen Autowirtschaft beim Übergang vom Verbrenner zum Elektroauto zu helfen. Palmer fürchtet, dass Autofirmen, welche diesen Übergang nicht oder zu spät durchführen, enden könnten wie die Firmen Nokia und Kodak, die damals als jeweiliger Marktführer einen notwendigen Technologiewechsel nicht bewältigen konnten und untergingen. Für Deutschland ist die Autoindustrie ein wichtiger Industriezweig, der geschützt werden muss. Das Umweltbundesamt schlägt eine deutlich höhere Zulassungssteuer für Verbrenner vor, beispielsweise knapp 16.000 Euro für die Zulassung eines VW Golf.
Auch Greenpeace schlägt für Deutschland die Einführung einer Zulassungssteuer für Verbrenner vor. Mit dieser könnten 1,8 Millionen Elektroautos pro Jahr eine Kaufprämie erhalten.

## Verbrenner-Aus aus wirtschaftlichen Gründen
Es wird vielfach vermutet, dass Elektroautos Verbrenner vom Markt verdrängen könnten rein aus wirtschaftlichen Gründen. Politische Maßnahmen spielen dabei nur eine untergeordnete Rolle.
Nach einer Vorhersage des deutschen Physikers Richard Randoll aus dem Jahr 2017 wird sich die Zahl der weltweit verkauften reinen Elektroautos alle 15 Monate verdoppeln. Dieses exponentielle Wachstum werde bereits 2026 zum „endgültigen Aus für den Verbrennungsmotor“ führen.

### Disruptive Technologie
In einigen Studien wird eine ähnliche Entwicklung vorausgesehen wie bei Digitalkameras, die Analogkameras ablösten oder wie bei Flachbildfernsehern, die Röhrenfernseher ablösten oder wie bei Smartphones, die Handys mit Tastatur ablösten, ein sog. Tipping-Point. Das Elektroauto wird als disruptive Technologie betrachtet, welche den Verbrenner verdrängen wird. Dabei vollzieht sich der Übergang ab einem bestimmten Punkt dann nicht mehr langsam, sondern abrupt. Die alte Technologie wird dann innerhalb weniger Monate vom Verbraucher nicht mehr oder kaum noch gekauft.

### Osborne-Effekt
Der Osborne-Effekt besagt, dass Verbraucher ein altes Produkt nicht mehr kaufen, sobald das neue Produkt für den Verbraucher sichtbar wird. Die Verbraucher warten dann mit einem Neukauf, bis das neue Produkt in gewünschter Qualität und mit gewünschtem Preis auf dem Markt verfügbar ist. Für den Automarkt könnte es bedeuten, dass die Verbrenner sehr abrupt nicht mehr gekauft werden, sobald die Elektroautos für die Käufer als neue Technologie gesehen werden.

## Ende der Produktion von Verbrennern bei den Autoherstellern
| Marke          | Verbrenner-Ende |
| -------------- | --------------- |
| Audi           | 2035            |
| Bentley        | 2030            |
| Citroën        | 2028            |
| DS             | 2024            |
| Fiat           | 2030            |
| Ford           | 2030            |
| General Motors | 2035            |
| Jaguar         | 2025            |
| Honda          | 2040            |
| Hyundai        | 2035            |
| Lexus          | 2030            |
| Mercedes       | 2030            |
| Mini           | Anfang 2030er   |
| Opel           | 2028            |
| Peugeot        | 2028            |
| Rolls-Royce    | 2030            |
| Toyota         | 2040            |
| Volvo          | 2030            |
| VW             | 2033–2035       |
| Stand 2022     |                 |